# Triaenops afer
Triaenops afer és una espècie de ratpenat de la família dels rinonictèrids que habita boscos costaners, les plantacions i els boscos de miombo fins a 1.000 msnm a Etiòpia, Djibouti, Somàlia, Eritrea, Kenya, Tanzània, Malawi, Moçambic, la República del Congo, Angola i Uganda. Es creu que no hi ha amenaces significatives per a la supervivència d'aquesta espècie. Apareix com a subespècie del ratpenat trident persa (T. persicus) a la Llista Vermella de la UICN.